# Echoes, Silence, Patience & Grace
| 전문가 평가          | 전문가 평가 |
| 총 점수              | 총 점수     |
| 출처                 | 점수        |
| -------------------- | ----------- |
| 메타크리틱           | 71/100      |
| 평가 점수            |             |
| 출처                 | 점수        |
| AllMusic             | [ 1 ]       |
| Entertainment Weekly | A           |
| The Guardian         | [ 5 ]       |
| Pitchfork            | 4.2/10      |
| PopMatters           | [ 2 ]       |
| Q                    | [ 7 ]       |
| Robert Christgau     | B           |
| Rolling Stone        | [ 9 ]       |
| Spin                 | 6/10        |
| Sputnikmusic         | 2.5/5       |

《Echoes, Silence, Perience & Grace》는 미국의 록 밴드 푸 파이터스의 여섯 번째 스튜디오 음반으로, 2007년 9월 25일, 로즈웰과 RCA 레코드를 통해 발매되었다. 이 음반은 일반적인 록과 어쿠스틱 트랙과 시프트 다이내믹스의 혼합으로 유명하며, 이는 밴드가 제작한 데모에 사용된 다양한 스타일에서 비롯되었다. 또한 밴드가 프로듀서 길 노튼과 함께 작업한 것은 두 번째이다. 그는 프런트맨 데이브 그롤이 그의 작곡의 잠재력을 충분히 탐구하기 위해 데려왔고 이전 작품과는 다르게 들리는 레코드를 가지고 있다. 그롤은 딸의 탄생에서 영감을 얻은 성찰적인 가사를 쓰면서 청중에게 울려 퍼지는 메시지와 함께 노래에 집중하려고 노력했다.
《Echoes, Silence, Perience & Grace》에 대한 비판적인 반응은 대부분 긍정적이었다. 비록 일부 비평가들은 음반에 일관성이 없고 자극적이지 않다고 생각했지만, 소닉 버라이어티와 작곡에 찬사를 보냈다. 이 음반은 영국, 호주, 뉴질랜드, 오스트리아에서 차트 1위를 차지했으며, 〈The Pretender〉, 〈Long Road to Ruin〉, 〈Let It Die〉라는 세 개의 성공적인 싱글 음반을 발매했다. 《Echoes, Silence, Perience & Grace》는 그래미 어워드 5개 부문에 후보로 올랐고, 최우수 록 앨범상을 수상했으며, 브릿 어워드 최우수 인터내셔널 앨범상도 받았다.

## 커버 아트
커버 아트는 인비저블 크리쳐에 의해 만들어졌으며, "전통적으로 전쟁이나 폭력과 관련이 없는 다른 물건과" 무기를 나란히 배치하기 위해 공중 폭탄과 진공관 사이의 조합을 특징으로 한다. 음반 커버의 나머지 부분에는 "음반의 삶과 죽음의 톤을 반영하는" 유사한 오브젝트 배열이 있다.
이 음반의 제목은 음반의 마지막 곡인 〈Home〉의 가사에서 따왔다. 그롤은 음반의 음악적 다양성을 고려할 때 타이틀곡 〈The One With That Song On It〉을 고려하더라도 타이틀곡에 대해, 그롤은 "해석의 여지가 있고 아름다운 제목이기 때문에 좋다고 생각했어요. 그리고 저는 이 음반이 다양성과 멜로디, 음악성은 섬세한 어쿠스틱 순간부터 지금까지 우리가 했던 것 중 가장 무거운 것까지 다양합니다."

## 상업적 성과
미국에서는 《Echoes, Silence, Patience & Grace》가 발매 첫 주에 16만 8,000장이 팔리며, 빌보드 200 차트 3위에 올랐고, 이후 미국 음반 산업 협회로부터 골드 인증을 받았다. 2011년 4월 14일 현재 미국에서 897,000장이 팔렸다. 2017년 10월 6일, 미국 음반 산업 협회로부터 《Echoes, Silence, Patience & Grace》는 플래티넘 인증을 받았다.
이 음반은 첫 주에 135,685장의 음반을 판매하며 영국 음반 차트 1위에 올랐고, 호주와 뉴질랜드는 두 나라에서 첫 주에 플래티넘 인증을 받았고, 캐나다는 플래티넘을 기록했다.

## 곡 목록
모든 곡들은 특별한 언급이 없는 한 데이브 그롤, 테일러 호킨스, 네이트 멘델 그리고 크리스 시프렛에 의해 작사/작곡하였다.
| #   | 제목                                     | 작사·작곡 | 재생 시간 |
| --- | ---------------------------------------- | --------- | --------- |
| 1.  | The Pretender                            |           | 4:29      |
| 2.  | Let It Die                               |           | 4:05      |
| 3.  | Erase/Replace                            |           | 4:13      |
| 4.  | Long Road to Ruin                        |           | 3:44      |
| 5.  | Come Alive                               |           | 5:10      |
| 6.  | Stranger Things Have Happened            | 그롤      | 5:21      |
| 7.  | Cheer Up, Boys (Your Make Up Is Running) |           | 3:41      |
| 8.  | Summer's End                             |           | 4:37      |
| 9.  | Ballad of the Beaconsfield Miners        | 그롤      | 2:32      |
| 10. | Statues                                  |           | 3:47      |
| 11. | But, Honestly                            |           | 4:35      |
| 12. | Home                                     |           | 4:52      |

## 인증
| 국가                                                                                         | 인증        | 판매량/출하량 |
| -------------------------------------------------------------------------------------------- | ----------- | ------------- |
| 오스트레일리아 (ARIA)                                                                        | 2× 플래티넘 | 140,000^      |
| 오스트리아 (IFPI 오스트리아)                                                                 | 골드        | 10,000*       |
| 벨기에 (BEA)                                                                                 | 골드        | 15,000*       |
| 캐나다 (뮤직 캐나다)                                                                         | 플래티넘    | 100,000^      |
| 덴마크 (IFPI Danmark)                                                                        | 플래티넘    | 20,000        |
| 독일 (BVMI)                                                                                  | 골드        | 100,000^      |
| 아일랜드 (IRMA)                                                                              | 플래티넘    | 15,000^       |
| 뉴질랜드 (RMNZ)                                                                              | 2× 플래티넘 | 30,000^       |
| 영국 (BPI)                                                                                   | 2× 플래티넘 | 754,000       |
| 미국 (RIAA)                                                                                  | 플래티넘    | 1,000,000^    |
| *판매량을 기반으로 한 인증 · ^출하량을 기반으로 한 인증 · 판매량+스트리밍을 기반으로 한 인증 |             |               |